# Szamosszeg
Szamosszeg là một thị trấn thuộc hạt Szabolcs-Szatmár-Bereg, Hungary. Thị trấn này có diện tích 35,3 km², dân số năm 2010 là 1839 người, mật độ 52 người/km².